# 版权局
版权局是中华人民共和国的各省、市、自治区人民政府的著作权行政管理部门。习惯上，有时候也包括了中华人民共和国国家版权局。
中央或者地方的著作权行政管理部门是中央或地方政府的直属机构。但是实际上，由于著作权行政管理部门最初设立在文化部出版局，因而各级版权局都是挂靠在各级的新闻出版管理机构上，称为“一个机构两块牌子”。
各地方的版权局（处）和国家版权局没有行政隶属关系，而是属于地方政府的工作机构。但是在业务上，则要受到国家版权局的指导。
地方的著作权行政管理部门代表当地的政府对该政区内所有涉及著作权适宜的活动进行管理和协调。